# Aholfing

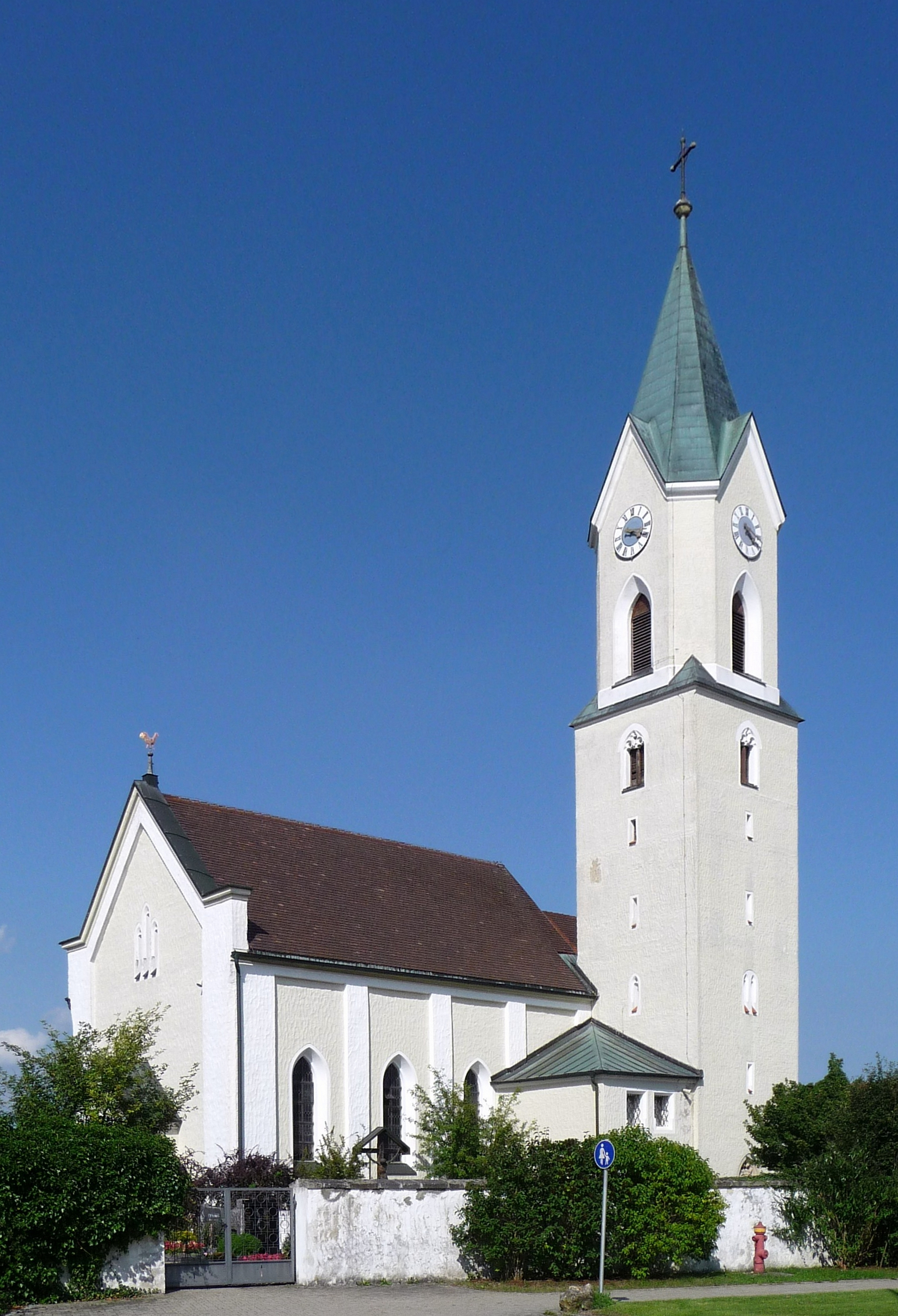
Die Pfarrkirche St. Lucas

Aholfing ist eine Gemeinde im niederbayerischen Landkreis Straubing-Bogen. Die Gemeinde ist Mitglied der Verwaltungsgemeinschaft Rain. Aholfing liegt in der Region Donau-Wald.

## Gemeindegliederung
Die Gemeinde hat fünf Gemeindeteile: das Pfarrdorf Aholfing als Kernort, das Pfarrdorf Niedermotzing, das Kirchdorf Obermotzing, das Dorf Puchhof und die Einöde Landstorf.
Es gibt die drei Gemarkungen Aholfing, Niedermotzing und Obermotzing.
| Gemarkung         | Fläche in Hektar | Gemeindeteile auf der Gemarkung |
| ----------------- | ---------------- | ------------------------------- |
| Aholfing          | 1345,13          | Aholfing, Puchhof               |
| Niedermotzing     | 0323,17          | Niedermotzing, Landstorf        |
| Obermotzing       | 0471,60          | Obermotzing                     |
| Gemeinde Aholfing | 2139,900         |                                 |

## Geschichte

### Bis zur Gemeindegründung
Der um 1132 erstmals erwähnte Ortsname Aholvingin (auch Aholuingin) leitet sich von dem Personennamen Aholf und dem Eigentumssuffix -ing ab. Seit ungefähr 1298 ist die Schreibweise Aholfing bekannt. Aholfing gehörte zum Rentamt und Gericht Straubing des Kurfürstentums Bayern. Im Zuge der Verwaltungsreformen in Bayern entstand mit dem Gemeindeedikt von 1818 die heutige Gemeinde.

### Eingemeindungen
Im Zuge der Gebietsreform in Bayern wurden am 1. Januar 1975 die Gemeinden Niedermotzing und Obermotzing eingegliedert.

### Einwohnerentwicklung
Im Zeitraum 1988 bis 2023 wuchs die Gemeinde von 1078 auf 1934 um 856 Einwohner bzw. um 79,41 % – der höchste prozentuale Zuwachs im Landkreis im genannten Zeitraum.
| Jahr      | 1840 | 1871 | 1900 | 1925 | 1939 | 1950 | 1961 | 1970 | 1987 | 1991 | 1995 | 2000 | 2005 | 2007 | 2008 | 2009 | 2010 | 2011 | 2012 | 2013 | 2014 | 2015 | 2018 | 2019 | 2020 | 2021 | 2022 |
| Einwohner | 896  | 1008 | 1140 | 1135 | 1078 | 1409 | 1088 | 1136 | 1076 | 1210 | 1410 | 1562 | 1696 | 1755 | 1762 | 1757 | 1757 | 1730 | 1762 | 1784 | 1828 | 1813 | 1828 | 1864 | 1853 | 1889 | 1917 |

## Politik
2013 hatte die Gemeinde Steuereinnahmen in Höhe von 1.222.000 €, davon betrugen die Gewerbesteuereinnahmen (netto) 344.000 €.

### Bürgermeister
Erster Bürgermeister bis April 2020 war Georg Wagner (CSU/UW/ÜWG). Der bei der Bürgermeisterwahl 2020 in der Stichwahl gewählte Michael Scheitinger (ÜWG) trat das Amt nicht an. Bei der Neuwahl am 13. September 2020 wurde Johann Busl gewählt der sein Amt tags darauf antrat.

### Gemeinderat
Die Gemeinderatswahl am 15. März 2020 führte zu folgendem Ergebnis für die Zusammensetzung:
- CSU: 5 Sitze
- ÜWG: 7 Sitze

Der Gemeinderat besteht aus dem Ersten Bürgermeister und zwölf Mitgliedern.

### Wappen
|  | Blasonierung: „Unter rotem Schildhaupt, darin ein schmaler silberner Balken, in Silber über gesenktem blauen Wellenbalken ein rotes Schildchen mit silbernem Schrägbalken.“ |
|  | |

## Wirtschaft
Im Jahr 2022 erzielte Aholfing Einnahmen aus der Gewerbesteuer in Höhe von 0,39 Millionen Euro. Mit einem Gewerbesteuerhebesatz von 310 % zählt die Gemeinde zu den steuerlich attraktiven Standorten Deutschlands. Aholfing ist etwa steuerlich deutlich günstiger als die Landeshauptstadt München (Gewerbesteuerhebesatz 490 %).
2013 waren 100 Personen am Arbeitsort Aholfing sozialversicherungspflichtig beschäftigt. Beschäftigte am Wohnort gab es insgesamt 703. 2010 bestanden 28 landwirtschaftliche Betriebe; 1831 ha wurden landwirtschaftlich genutzt, davon 1651 ha Ackerfläche.

## Bildung
Es gibt folgende Einrichtungen (Stand: 2018):
- 1 Kindertageseinrichtung mit 67 Plätzen und 65 Besuchern (davon 14 unter drei Jahren)

## Persönlichkeiten
- Alfons Auer (1857–1910), Politiker